# Agra (Collina d'Oro)
Agra è una frazione di 401 abitanti del comune svizzero di Collina d'Oro, nel Canton Ticino (distretto di Lugano).

## Storia

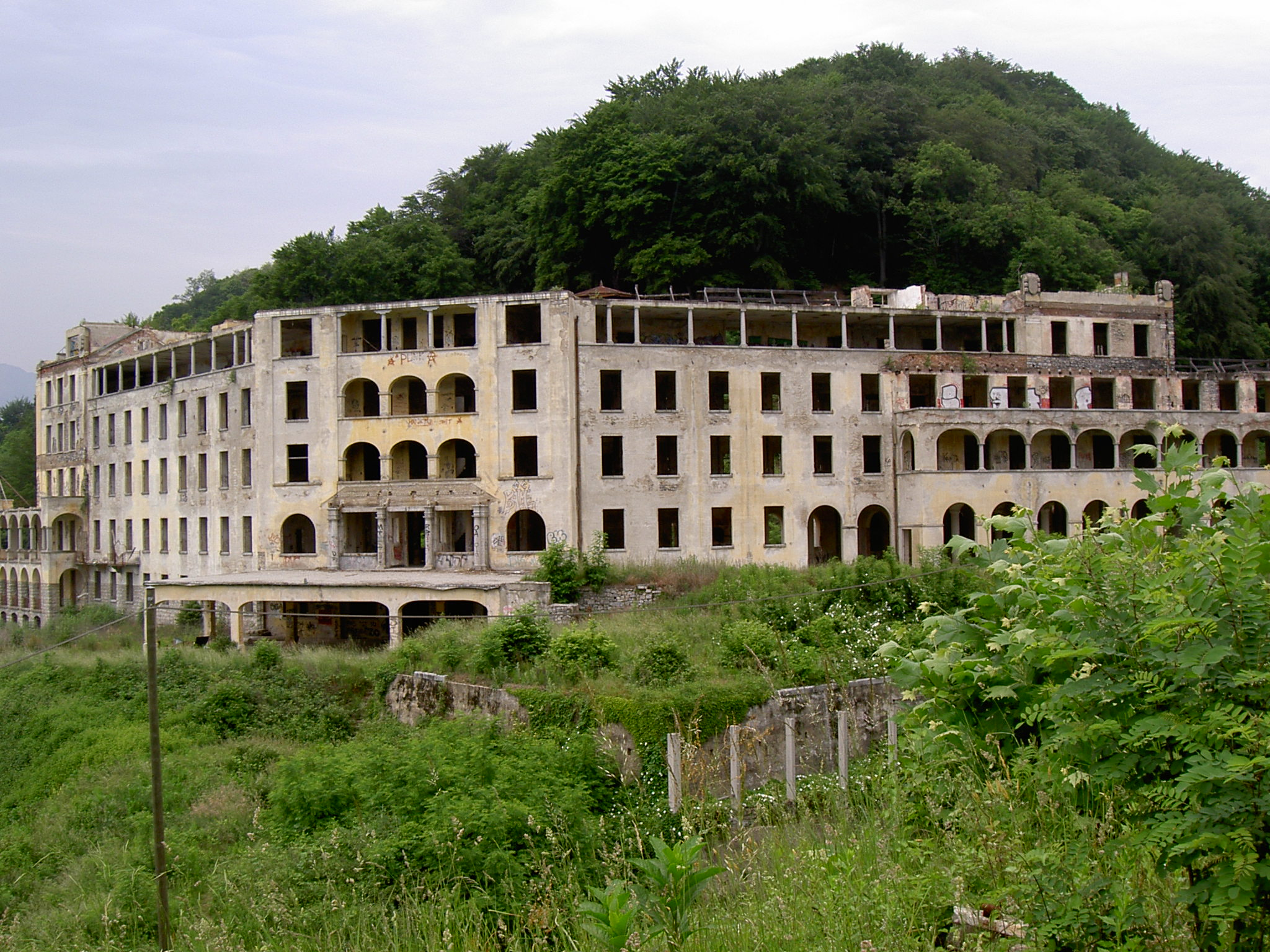
Il sanatorio nel 2007, prima del rinnovo

Il concilio di Agra e Premona è citato negli statuti di Como del 1335. Un sanatorio per tubercolotici fu realizzato Edwin Wipf, a sud del nucleo abitato, nel 1912, chiuso nel 1969, è stato rinnovato e riaperto come albergo nel 2012.

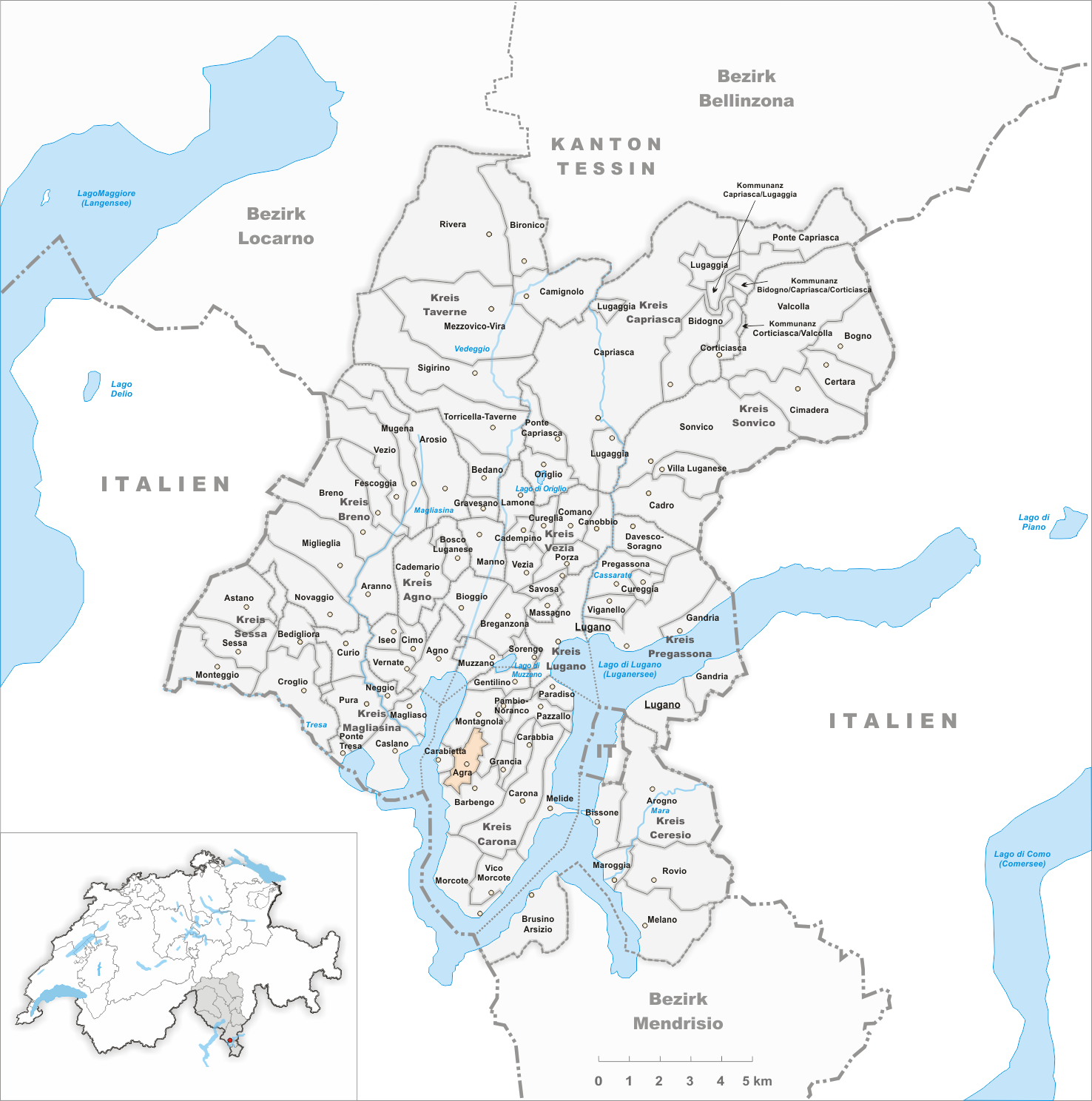
Il territorio del comune di Agra prima degli accorpamenti comunali del 2004

Già comune autonomo che si estendeva per 1,29 km², il 4 aprile 2004  è stato accorpato agli altri comuni soppressi di Gentilino e Montagnola per formare il comune di Collina d'Oro.

## Monumenti e luoghi d'interesse

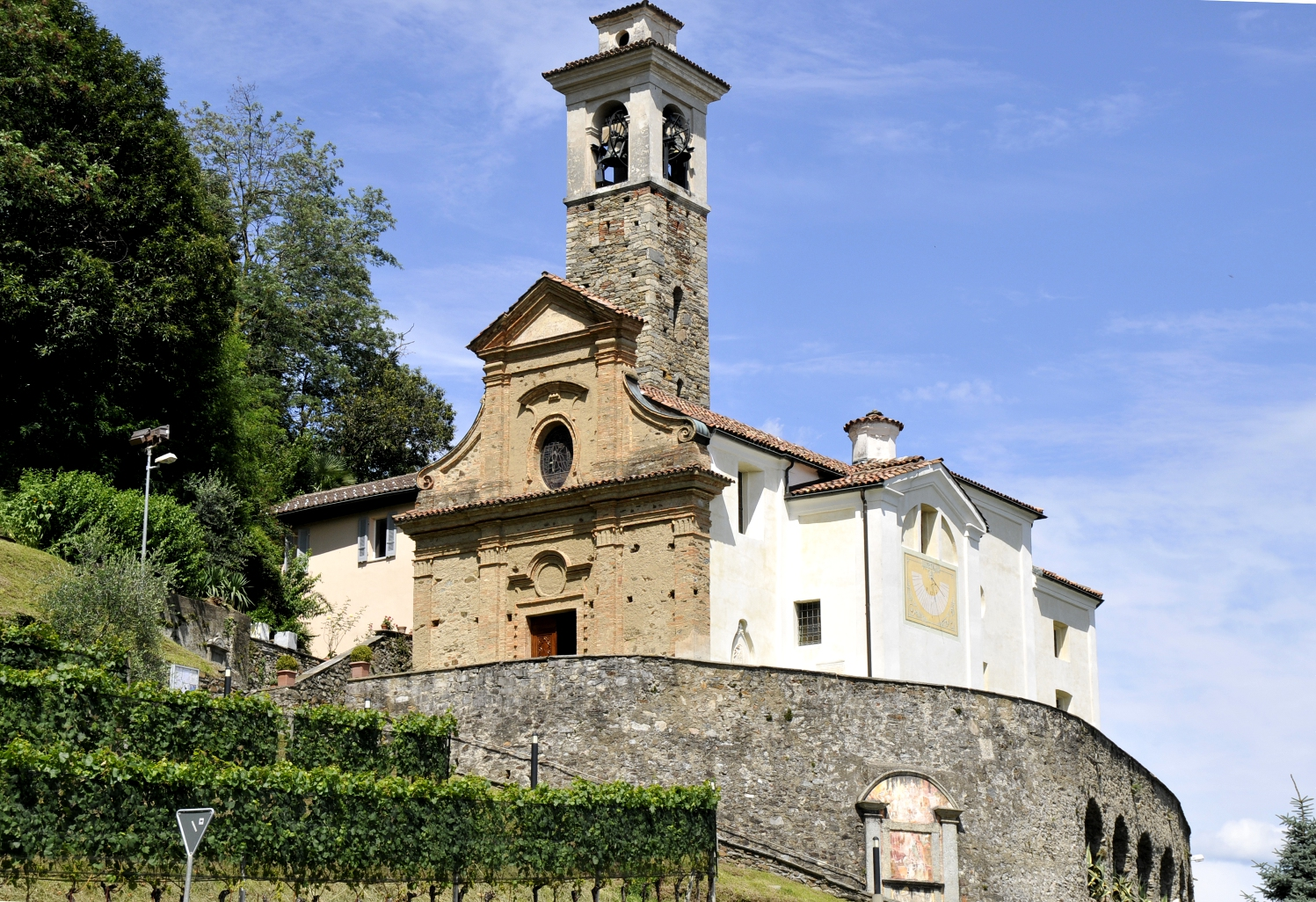
La chiesa parrocchiale di San Tommaso

- Chiesa parrocchiale di San Tommaso, attestata dal 1298[1];
- Oratorio dell'Assunta in località Bigogno, terminato nel 1609[1], con l'affresco barocco della Vergine coi santi Sebastiano e Rocco[senza fonte].

## Società

### Evoluzione demografica
L'evoluzione demografica è riportata nella seguente tabella:
Abitanti censiti

## Amministrazione
Ogni famiglia originaria del luogo fa parte del cosiddetto comune patriziale e ha la responsabilità della manutenzione di ogni bene ricadente all'interno dei confini della frazione.